# Diphyus pseudocastigator
Diphyus pseudocastigator är en stekelart som först beskrevs av Heinrich 1929.  Diphyus pseudocastigator ingår i släktet Diphyus och familjen brokparasitsteklar. Inga underarter finns listade i Catalogue of Life.